# Aplidium depressum
Aplidium depressum är en sjöpungsart som beskrevs av Sluiter 1909. Aplidium depressum ingår i släktet Aplidium och familjen klumpsjöpungar. Inga underarter finns listade i Catalogue of Life.